# Liste der Biografien/Paru
Liste der Biografien |
Portal Biografien |
Personensuche
# |
A |
B |
C |
D |
E |
F |
G |
H |
I |
J |
K |
L |
M |
N |
O |
P |
Q |
R |
S |
T |
U |
V |
W |
X |
Y |
Z |
?
 
Pa |
Pc |
Pe |
Pf |
Ph |
Pi |
Pj |
Pk |
Pl |
Pm |
Pn |
Po |
Pr |
Ps |
Pt |
Pu |
Pv |
Pw |
Py
 
Paa |
Pab |
Pac |
Pad |
Pae |
Paf |
Pag |
Pah |
Pai |
Paj |
Pak |
Pal |
Pam |
Pan |
Pao |
Pap |
Paq |
Par |
Pas |
Pat |
Pau |
Pav |
Paw |
Pax |
Pay |
Paz
 
Para |
Parb |
Parc |
Pard |
Pare |
Parf |
Parg |
Parh |
Pari |
Park |
Parl |
Parm |
Parn |
Paro |
Parp |
Parq |
Parr |
Pars |
Part |
Paru |
Parv |
Parw |
Pary |
Parz
Die Liste der Biografien führt alle Personen auf, die in der deutschsprachigen Wikipedia einen Artikel haben. Dieses ist eine Teilliste mit 13 Einträgen von Personen, deren Namen mit den Buchstaben „Paru“ beginnt.

## Paru

### Parub
- Parubij, Andrij (* 1971), ukrainischer Politiker

### Parul
- Parulski, Ryszard (1938–2017), polnischer Fechter und Sportverbandsfunktionär
- Parulskis, Sigitas (* 1965), litauischer Lyriker, Dramatiker, Romanautor, Kritiker und Essayist

### Parun
- Parun, Onny (* 1947), neuseeländischer Tennisspieler
- Parun, Vesna (1922–2010), kroatische Schriftstellerin

### Parus
- Parusel, Bernd (* 1976), schwedisch-deutscher Politikwissenschaftler und Migrationswissenschaftler
- Parusel, Leonie (* 1983), deutsche Schauspielerin
- Parusinski, Jakub (* 1985), polnischer Journalist, Redakteur und Medienmanager
- Paruszewski, Sandra (* 1993), deutsche RingerinSandra Paruszewski (* 1993)

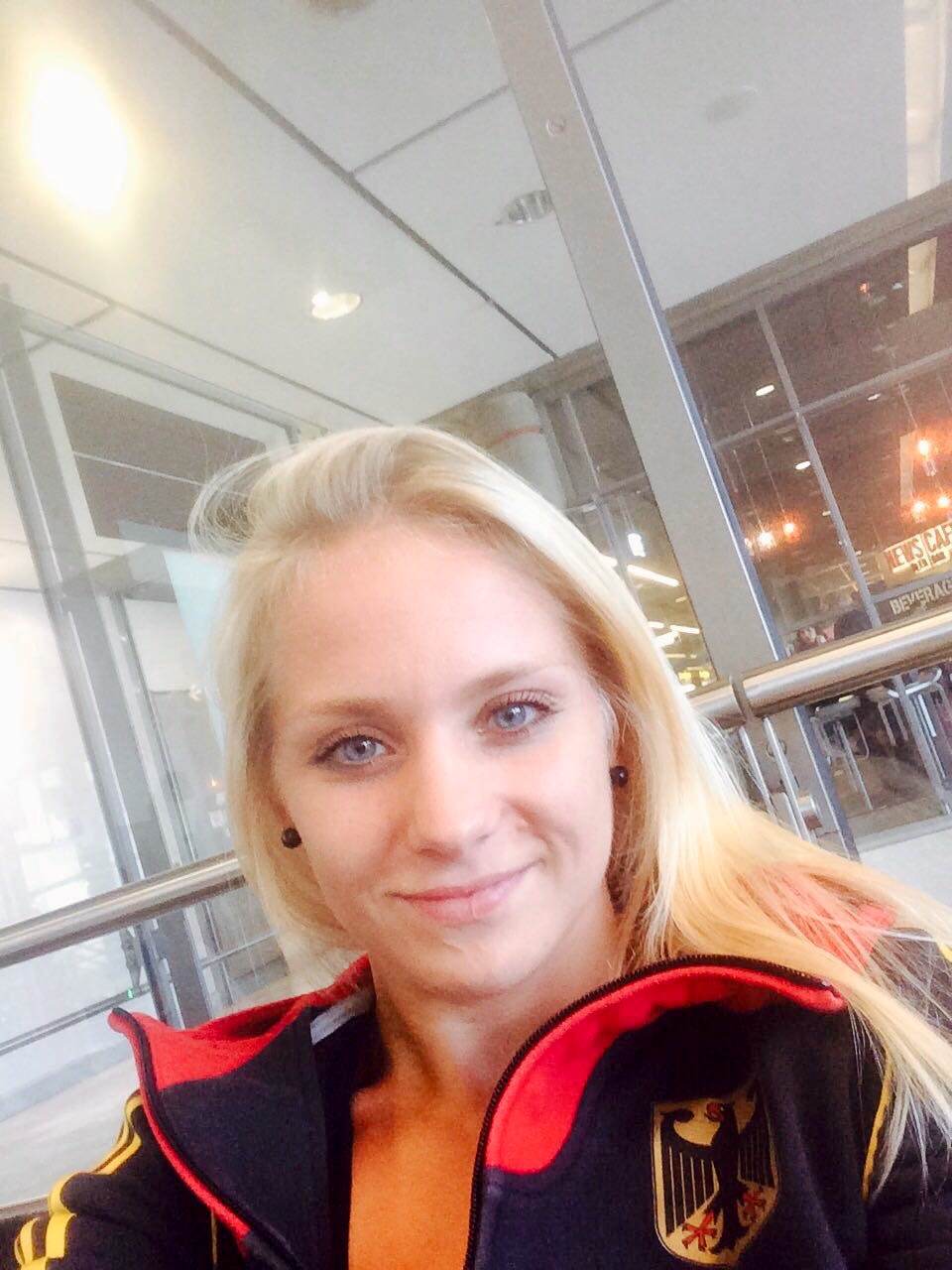
Sandra Paruszewski (* 1993)

### Parut
- Paruta, Enrico de (* 1954), deutscher Moderator, Schauspieler, Autor und Produzent
- Paruta, Paolo (1540–1598), italienischer Historiker und Staatsmann

### Paruz
- Paruzzi, Gabriella (* 1969), italienische Skilangläuferin
- Paruzzo, Salvatore (* 1945), italienischer Geistlicher, römisch-katholischer Bischof von Ourinhos